# Kuselit
Der Kuselit (ursprünglich Cuselit) ist die regionale Bezeichnung für ein klein- bis mittelkörniges magmatisches Ganggestein mit grünlichgrauer Farbe, teilweise rostroten Färbungen und fleckiger Struktur. Plagioklas-Feldspat und Pyroxen sind die primären mineralischen Hauptbestandteile des Kuselits, die durch Einwirkung von heißen wässrigen Lösungen in andere Minerale umgewandelt wurden.
Der Name Kuselit wurde vom Vorkommen des Gesteins in der Umgebung der pfälzischen Kreisstadt Kusel abgeleitet und ist 1887 von Karl Heinrich Rosenbusch in der Schreibweise Cuselit geprägt worden. Die Bezeichnung Kuselit wird in der petrographischen Nomenklatur nicht mehr geführt und ist in diesem Sinne nur von historischer Bedeutung. Die lokale Anwendung des Begriffs ist davon unberührt. Der Kuselit ist nach moderner Auffassung ein Lamprophyrgestein, das durch eine Autometamorphose verändert wurde. Entsprechend seinem Mineralbestand liegt es zwischen Minetten und Vogesiten sowie zwischen Spessartiten und Kersantiten.
Über die Stellung des Kuselits innerhalb der magmatischen Gesteinsgruppe gab es verschiedene Auffassungen. Franz Loewinson-Lessing verzeichnete ihn in seinem Petrographischen Lexikon von 1893 als „Cuselite“ und beschreibt das Gestein unter Verweis auf Rosenbusch „als dem Leukophyr entsprechende Augitporphyrite“. In dem mit E. A. Struve gemeinsam herausgegebenen erweiterten Petrographischen Wörterbuch aus dem Jahre 1937 wird auf autometamorphe Veränderungen im Gestein verwiesen und der Mineralbestand angegeben. Mattheus Schuster ordnete die Kuselite den „Augitkeratophyren“ zu. Nach W. Dienemann und O. Burre wurden sie 1929 unter Bezugnahme auf die damalige geologische Karte des Gebietes als „glimmerarme Augitkersantite“ bezeichnet. Walter Ehrenreich Tröger sah 1935 den Kuselit in seiner Speziellen Petrographie der Eruptivgesteine nicht als Teil der lamprophyrischen Gesteinsgruppe und ordnete ihn als quarzführenden Augitporphyrit ein. Dabei verwies er auf eine nach seiner Einschätzung fälschlichen Nomenklaturstellung innerhalb der Lamprophyrgruppe durch andere Autoren.
Im Nordpfälzer Bergland, dem Hauptvorkommen in Deutschland, erreichen die Gangfüllungen des Kuselits aus dem Rotliegend abbauwürdige Stärken. Das gewonnene Gestein wird als Schotter, Splitt und für Pflastersteine genutzt.